# Loris Reina
Loris Reina, né le 10 juin 1980 à Marseille, en France, est un footballeur français évoluant au poste d'arrière gauche.